# Јозеф Сук (композитор)
 Јозеф Сук  (чеш. Josef Suk; Кречовице, 4. јануар 1874 — Бенешов, 29. мај 1935) био је чешки композитор, виолиниста и педагог, ученик и зет Антоњина Дворжака (чеш. Antonín Leopold Dvořák). Био је значајан композитор чешке музике касног романтизма и модернизма у 20. веку. Заједно са Витезславом Новаком (чеш. Vítězslav Novák) био је најистакнутији представник „Дворжакове школе композиције” и један од зачетника чешке музичке модерне. Добитник је сребрна медаља на 10. Олимпијским играма 1932. године у Лос Анђелесу, САД, у уметничком такмичењу, категорија музика.

## Биографија
Јозеф Сук је био најмлађи од троје деце учитеља и црквеног музичара Јозефа Сука (чеш. Josef Suk, 1827–1913) и његове супруге Емилије (чеш. Emilie Viktoriny Kateřiny Leopoldy Sukové, 1837–1913). Са осам година почео је са часовима виолине, клавира и оргуља које је држао његов отац (чији је план био да Јозеф млађи постане виолиниста). Између 1885. и 1892. Сук је студирао виолину код Антонина Беневица (чеш. Antonín Josef Václav Benevic) и композицију прво код Карела Штекера (чеш. Karel Stecker) а затим у класи Антоњина Дворжака на Прашком конзерваторијуму. Заједно са тројицом колега са конзерваторијума: Карелом Хофманом (чеш. Karel Hoffmann), Оскаром Недбалом (чеш. Oskar Nedbal) и Ото Бергером (чеш. Otto Berger), основао је 1892. године Чешки квартет, који је по свом уметничком нивоу и међународним успесима постигао светски значај. Био је један од омиљених ученика и веома близак свом ментору Дворжаку и његовој породици. Сук се 1898. године оженио Дворжаковом ћерком, Отилијом (чеш. Otilie Dvořáková) која је била талентована пијанисткиња (а такође је и компоновала). Имали су једно дете (сина), коме су дали исто име, Јозеф (1901–1951). Ово је био један од најсрећнијих периода у композиторовом животу и раду. Сук је био познат као емотивна особа, пуна топлине према другим људима, што су особине које су се суштински одражавале и у његовим делима. Његовој осетљивој природи било је тешко да поднесе тадашње пристрасне нападе на Дворжака и њега (злогласни „бој за Дворжака”), групе критичара предвођених Здењеком Неједлијем (чеш. Zdeněk Nejedlý), који је одбацио наводну „конзервативну Дворжакову линију“ у име „ напредне Сметанине“ (Беджих Сметана, чеш. Bedřich Smetana). Овај левичарски критичар оптужио је и његов Чешки квартет за неприкладно свирање концерата у Чешкој током Првог светског рата. У то време постојала је сумња да је један од разлога за непријатељство између Сука и Неједлија наводно то што је ћерка Антоњина Дворжака, Отилија претходно одбила просидбу Неједлија и удала се за Јозефа Сука. Међутим, следећи део Суковог живота био је обележен трагедијом. У распону од 14 месеци око 1905. године, не само да је Суков ментор Дворжак умро, већ је умрла и  његова мајка и супруга Отилија, годину дана касније. Ови догађаји суштински су утицали на садржај другог периода његовог стваралаштва. Тако је настала симфонија Азраел, Погребна симфонија за велики оркестар у Це-молу, опус 27 (чеш. „Asrael“, Symfonie pro velký orchestr c moll). Написана је као директна емотивна реакција на смрт Дворжака и његове супруге а посвећена је сећању на њих. У том периоду, своје стваралачке напоре композитор усмерава на велика оркестарска дела са медитативним програмским садржајем, у којима се бави питањима судбине и смрти и настоји да искаже позитивно значење бића. Сук се пензионисао 1933. године иако је и даље био вредна и инспиративна јавна личност. Умро је 29. маја 1935. у Бенешову а сахрањен је у родним Кречовицама где је и Суков меморијални центар (чеш. Památník Josefa Suka), смештен у кући где је композитор провео велики део свог живота.

## Каријера и стваралаштво
По завршетку школовања на  Прашком конзерваторијуму наставио је још годину дана да узима часове камерне музике код свог професора Хануша Вихана (чеш. Hanuš Wihan), али је ипак највећа инспирација и утицај дошао од његовог другог учитеља, ментора и пријатеља Антоњина Дворжака. На конзерваторијуму је 1891. године основан је гудачки квартет у коме је Сук свирао другу виолину а који је годину дана касније назван Чешки квартет. Овај квартет се развио у један од најважнијих ансамбала свог времена, са којим је Сук наступао широм Европе преко 40 година и одржао преко 4.000 концерата, па се композицијом могао бавити само повремено због бројних турнеја. Суков музички стил је у почетку био под јаким утицајем његовог ментора, Дворжака. Његово дело није обимно, има 37 опусних бројева, али је јединствених карактеристика. Свој опус је започео  камерном музиком, Серенадом за гудаче опус 6, која је настала по узору на одговарајуће Дворжаково дело. Симфонијом у Ес-дуру опус 14, која је такође заснована на Дворжаку, је почетак његовог оркестарског стваралаштва. Два друга рана дела, која је уредио као концертнe свитe, у знаку су националног романтизма: 
- Бајка (чеш. Pohádka), опус 16, заснована на драми песника симболисте Јулијуса Зејера (чеш. Julius Zeyer), где по први пут уводи „мотив смрти“ који ће касније бити толико важан у Азраел симфонији;
- Под јабуком (чеш. Pod jabloní) опус 20,  која је такође заснована на Зејеровом комаду.

Затим су уследила дела: Фантазија за виолину и оркестар у ге-молу, опус 24, Фантастични скерцо (чеш. Fantastické Scherzo) и Симфонијска поема опус 26, Праг (чеш. Praga), која су утрла пут његовом зрелом стилу. Сук је писао углавном инструменталну музику, али је повремено радио и друге жанрове. Његове композиције одликује изванредна техничка дотераност, мелодијска инвентивност и мајсторска оркестрација. Сматра се једним од водећих композитора у чешком модернизму заједно са композиторима Отакаром Острчилом (чеш. Otakar Ostrčil) и Витезславом Новаком (чеш. Vitezslav Novak). Еминентни немачки музичари као што су композитор Јоханес Брамс и критичар Едуард Ханслик препознали су Суков рад током његовог наступања у Чешком квартету. Временом су и познати аустријски композитори као што су Густав Малер и Албан Берг такође почели да обраћају пажњу на Сука и његово дело. До пробоја ка независном музичком језику дошло је након трауме губитка таста Дворжака и његове супруге. Компоновао је петоставну Азраел, Погребна симфонија за велики оркестар у Ц-молу, опус 27, названу по анђелу смрти, која је првобитно била замишљена само као реквијем за Дворжака, али је у последња два ставка проширена због смрти његове супруге. Азраел је изузетно музичко дело које својим димензијама и интензитетом израза подсећа на Густава Малера. Од 1922. Сук је предавао као професор виолине и композиције на Прашком конзерваторијуму, чији је био и ректор од 1930. године. Био је учитељ и многим нашим композиторима (као и композиторима са простора некадашње Југославије). Међу његовим ученицима били су наши композитори: Љубица Марић, Предраг Милошевић, Драгутин Чолић, Миливоје Црвчанин, Миховил Логар и други. Сук је за себе рекао:
| „ | Не клањам се никоме, осим својој савести и нашој племенитој госпођи Музици... а ипак знам да тиме служим својој земљи, и хвалим велике људе из периода нашег буђење који нас је научио да волимо своју земљу. | ” |

## Важнија дела
- Серенада за гудаче опус 6;
- Медитација о старом чешком напеву о Св.Вацлава опус 35;
- Музика за драму Радуз и Махулена;
- Азраел, Погребна симфонија за велики оркестар у Ц-молу, опус 27.[5]

## Почасти и признања
Сук је уживао значајно  поштовање у Чешкој јавности и добио је значајна признања, укључујући и почасни докторат из филозофије, који му је доделио Масариков универзитет у Брну. Такође је и четири пута је биран за ректора Прашког конзерваторијума. Добитник је сребрна медаља на 10. Олимпијским играма 1932. године у Лос Анђелесу у уметничком такмичењу, категорија музика.